# Pont-canal de Carentan
Le pont-canal de Carentan est un ouvrage d'art implanté sur la commune de Carentan-les-Marais en France et ouvert depuis le 6 juin 1994.
Cet ouvrage fait passer la route nationale 13 en 2 × 2 voies reliant Caen à Cherbourg sous le bassin à flot reliant le port de Carentan et la mer.

## Description
Le pont en poutre-caisson d'une longueur de 615 mètres se décompose en trois zones :
- Deux trémies : sur 280 m à l'ouest et 250 m à l'est, ces deux zones d'accès en tranchées ouvertes sont constituées par des structures en béton armé.
- Le pont-canal proprement dit de 85 m situé sous le canal : il est constitué par un caisson monolithique à deux alvéoles, précontraint longitudinalement et repose sur fondations profondes et semi-profondes. Dans le sens transversal, l'ouvrage dégage une ouverture de 19,60 m permettant la circulation sur 4 voies avec un gabarit de 4,85 m de hauteur.

## Particularités
Au point le plus bas, la chaussée se trouve située à 10 mètres en dessous du niveau du canal. Pour faire face aux poussées hydrostatiques résultant de la présence d'une nappe d'eau, un pompage et un refoulement de ces eaux se font vers le milieu extérieur.

## Historique
De 1992 à 1994, ce chantier a mobilisé entre 60 et 80 personnes par jour, et représente plus de 300 000 heures de travail réparties sur 22 mois.

Le coût de cet ouvrage, dessiné par Charles Lavigne, atteint les 163 millions de francs.

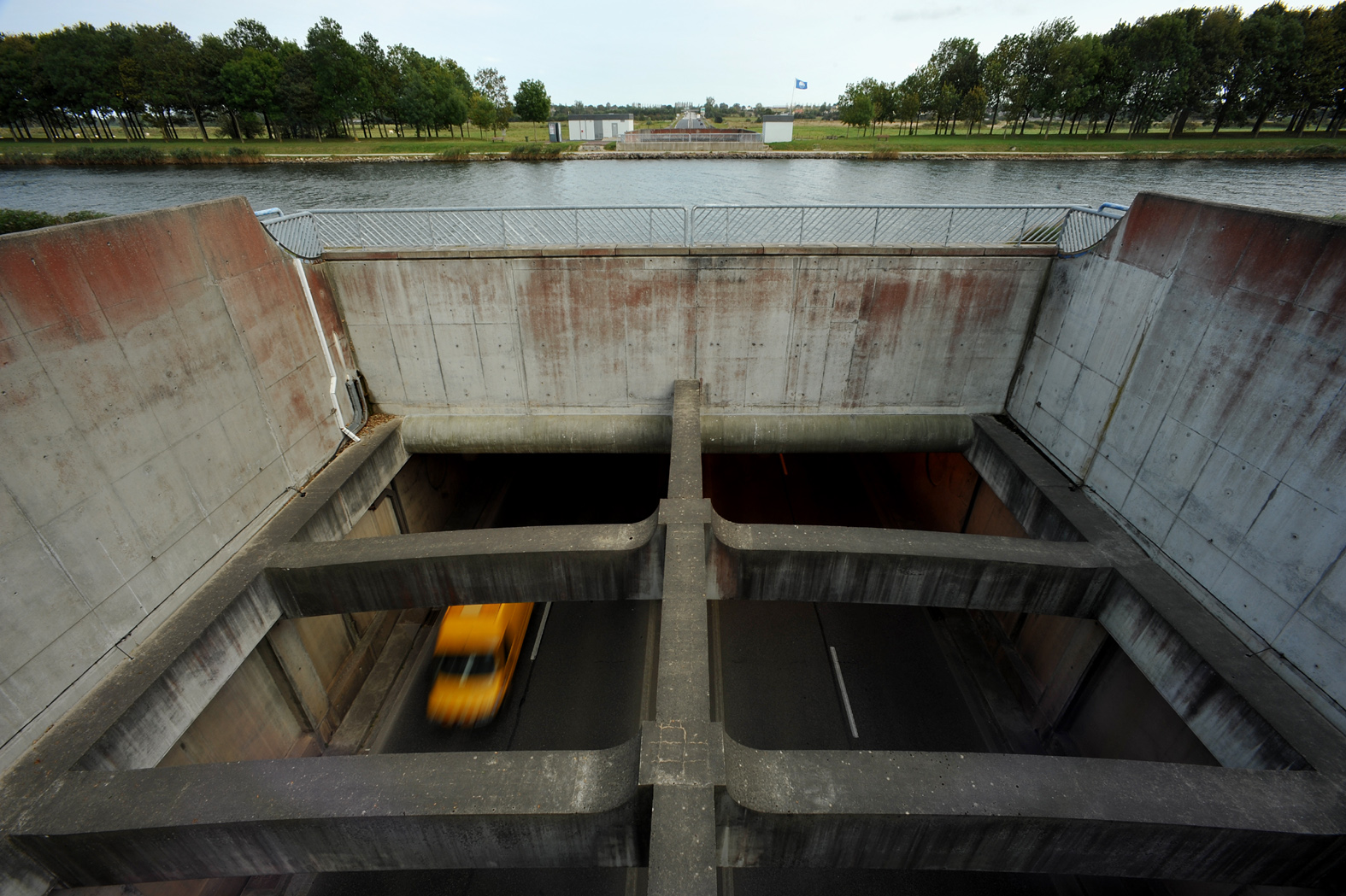
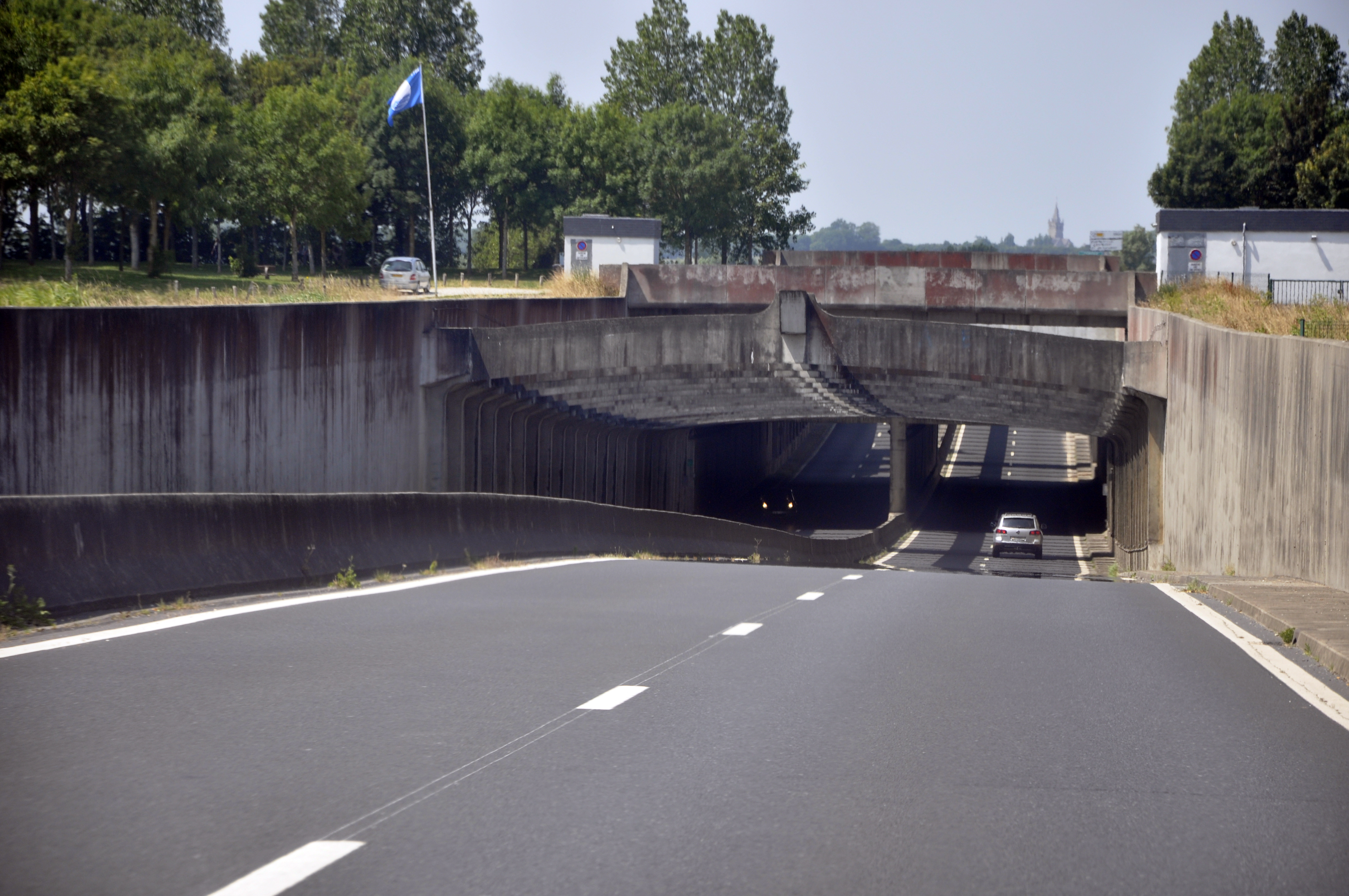
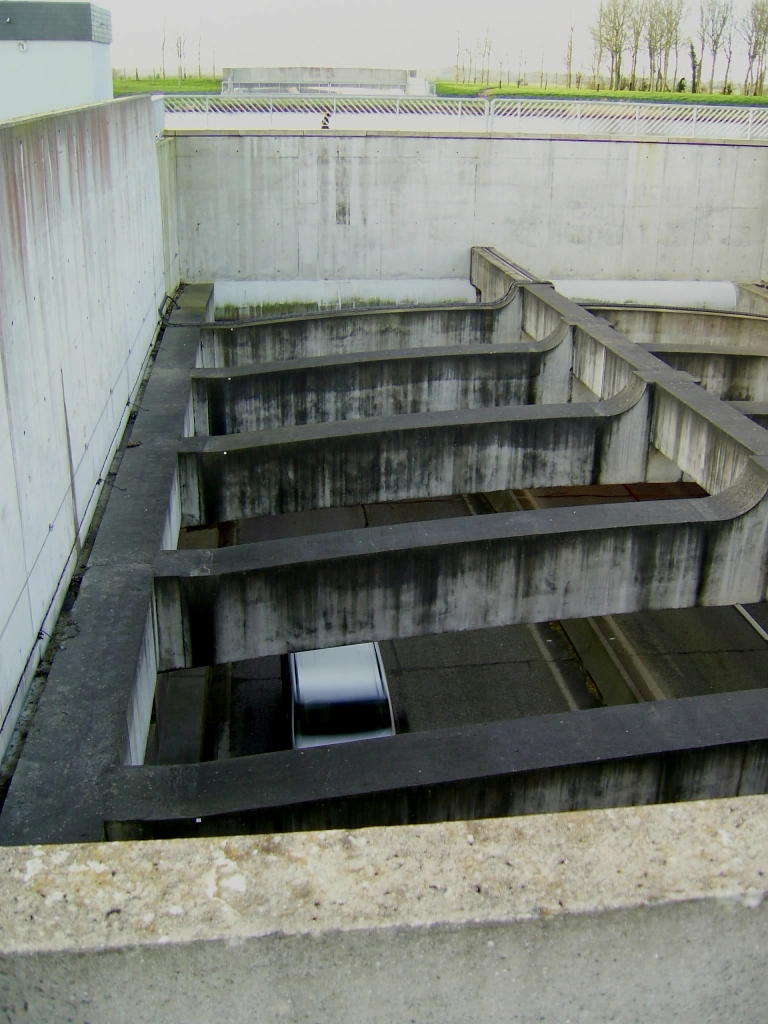